# Godley & Creme
Godley & Creme fue un dúo de rock inglés compuesto por Kevin Godley y Lol Creme. La pareja comenzó a lanzar álbumes como un dúo después de separarse de la banda pop 10cc. En 1979 dirigieron su primer video musical para su propio sencillo "An Englishman in New York". Después de esto, se involucraron en la dirección de videos para artistas como Ultravox, The Police, Yes, Duran Duran, Frankie Goes to Hollywood y Wang Chung, así como dirigieron el video su vídeo "Cry" en 1985. El grupo se dividió a finales de los años ochenta. Ambos han estado involucrados en videos musicales, anuncios de televisión y proyectos de música esporádicos desde entonces.

## Carrera musical
Kevin Godley y Lol Creme se conocieron a finales de la década de 1950 y durante un breve tiempo estuvieron juntos en una banda. A lo largo de la década de 1960 tocaron en bandas diferentes, con Godley brevemente en The Mockingbirds con Graham Gouldman, que más tarde trabajaría con Godley y Creme en 10cc.
Después de grabar un solo sencillo bajo el nombre de Yellow Bellow Room Boom para el Reino Unido CBS en 1967 ("Seeing Things Green" b/w "Still Life"), el dúo comenzó su carrera profesional de la música juntos en 1969, Música en Strawberry Studios en Stockport cerca de Mánchester con Eric Stewart y Graham Gouldman (a menudo erróneamente se refiere como "Bubblegum Music", tal vez porque fueron contratados por Kasenetz & Katz, que produjo bubblegum sub-teen pop en los Estados Unidos en la etiqueta de Buddah). Su primer éxito en listas como dúo fue Hotlegs, que evolucionó en 10cc en 1972. 10cc disfrutó de éxito de las listas, más notablemente con su sencillo de 1975 "I'm Not in Love", un éxito a ambos lados del Atlántico.
Después de la grabación del cuarto LP de 10cc, How Dare You! (1976), Godley y Creme dejaron la banda para perfeccionar un dispositivo que llamaron "The Gizmo" (Gizmotron), un módulo que se adjunta al puente de una guitarra eléctrica. El Gizmo utilizó pequeñas ruedas giratorias accionadas por motor que fueron presionadas en contacto con las cuerdas, creando así un efecto continuo de "reverencia" similar a un violín o cualquier combinación de cuerdas, generando sustain infinito en voces que van desde una sola nota a un Acorde completo El dispositivo fue originalmente concebido como una medida de ahorro de costes para 10cc. El grupo ya poseía y operaba su propio estudio, y los cuatro eran talentosos cantantes y multiinstrumentistas que también podían producir e ingeniar sus propios discos, así que su plan era que al usar guitarras eléctricas equipadas con Gizmo, con procesamiento de estudio adicional y sobregrabación, Podrían crear una variedad casi infinita de efectos sonoros y texturas orquestales "caseros", ahorrándoles el considerable gasto de contratar músicos para agregar estas texturas usando instrumentos tradicionales.
Después de grabar un sencillo de demostración con el Gizmo, su sello (Mercury Records) les permitió continuar con el proyecto, y durante el año siguiente se expandió en un álbum conceptual de 3 LPs Consequences (1977) con un tema medioambiental. Contenía la voz de Sarah Vaughan y una comedia de Peter Cook, y se publicó en un paquete de caja con un folleto de acompañamiento. De acuerdo con las notas del álbum, el plan original del dúo era contratar a un elenco de comediantes (incluyendo Peter Ustinov) para interpretar los componentes de la voz hablada del álbum, pero pronto se abandonó, en parte debido al costo y la dificultad logística, sino también porque rápidamente se dieron cuenta después de reunirse con Peter Cook que fue capaz de realizar todos los papeles principales él mismo. Desafortunadamente, cuando Consequences finalmente fue lanzado a finales de 1977, punk estaba en pleno apogeo, y el álbum fue menospreciado por los críticos.
En una entrevista de 1997, Godley expresó su pesar por el hecho de que él y Creme habían dejado 10cc, diciendo:
El dúo recuperó gradualmente el favor crítico con un trío de álbumes innovadores a finales de los años 70. Ya a principios de los 80 - L (1978), Freeze Frame (1979) e Ismism (1981, lanzado como Snack Attack en los Estados Unidos).
Freeze Frame (1979) incluyó varias canciones que ganaron airplay en la radio alternativa en muchos países, especialmente "I Pity Inanimate Objects" y "An Englishman in New York", que fue acompañado por un video musical innovador. Varios artistas invitados notables contribuyeron al álbum: El guitarrista de Roxy Music, Phil Manzanera tocó la guitarra y coprodujo las pistas del álbum "Random Brainwave" y "Clues", Paul McCartney contribuyó la voz de acompañamiento a la canción "Get Well Soon" y el saxofonista de Roxy Music, Andy Mackay tocó el saxofón en la pista de single-only "Wide Boy" y también apareció en el video promocional de la canción. Junto a las pistas del álbum lanzadas como singles, el dúo también lanzó dos singles (que no lograron trazar) que contenían pistas no incluidas en el LP - "Wide Boy" b/w "I Pity Inanimate Objects" (marzo de 1980) Sencillo instrumental "Submarino" b/w "Marciano" (septiembre de 1980).
Ellos hicieron el Top Ten del Reino Unido con los sencillos "Under Your Thumb" (una canción sobre el fantasma de una mujer suicida que vuelve a frecuentar el lugar de su muerte) (N.º 3) y "Wedding Bells" (N.º 7) en 1981, Ambos de Ismism (1981). El sencillo "Snack Attack" fue también un éxito menor. Su sencillo de 1972 pre-10cc "The Boys in Blue" (escrito por Godley, Creme, Gouldman e incluido en el álbum  Strawberry Bubblegum: A Collection of Pre-10CC Strawberry Studio Recordings 1969–1972) se tocó en la mayoría de los partidos del club de fútbol de Manchester City en la década de 1990 y todavía se toca ocasionalmente allí.
En 1983, lanzaron Birds of Prey, que tomó su música en una dirección más electrónica, utilizando cajas de ritmos electrónicas para todo el álbum.
Su sencillo de 1984 "Golden Boy" fue incluido en el álbum The History Mix Volume 1 de 1985 que celebró 25 años de grabación juntos. El álbum, coproducido por J. J. Jeczalik de Art of Noise, remezcló muestras de sus grabaciones anteriores a un disco beat. Este álbum también contenía el sencillo "Cry" que, ayudado en parte por el video, se convirtió en su mayor éxito en Estados Unidos, alcanzando el N.°16. La canción alcanzó el número 19 en Gran Bretaña. Un videocasete también fue lanzado con imágenes visuales para complementar la música.
Godley & Creme lanzó su álbum final, Goodbye Blue Sky, en 1988. Este álbum abandonó los instrumentos electrónicos y usó armónicas, órganos y guitarras para contar la historia de la tierra al borde de la guerra nuclear. La pareja terminó su relación de trabajo poco después del lanzamiento del álbum, y reformó 10cc tres años más tarde. En una entrevista de 1997, Creme explicó:
Freeze Frame, Ismism y Birds of Prey fueron posteriormente reeditados en CD, con la adición de bonus tracks que anteriormente solo estaban disponibles en singles:
- Freeze Frame... Además incluyó cuatro temas de 1980 que originalmente fueron lanzados solo en singles: "Silent Running" (el lado B de "An Englishman in New York"), "Wide Boy" y los instrumentos de "Submarine" y "Marciano ".
- Ismism... Además incluía los lados B individuales "The Power Behind the Throne", "Babies" y "Strange Apparatus" (una edición acortada de "An Englishman in New York").
- Birds of Prey... Además incluyó las canciones individuales "Welcome to Breakfast Television", "Samson (mezcla de baile)" y "Golden Boy".

## Carrera de dirección de video
Godley y Creme lograron su mayor éxito como directores innovadores de más de cincuenta videos musicales a principios de los 80. Crearon videos memorables para The Police ("Every Breath You Take", "Synchronicity II", "Wrapped Around Your Finger"), Culture Club ("Victims"), Duran Duran ("Girls on Film", "A View to a Kill"), Herbie Hancock ("Rockit"), Go West ("We Close Our Eyes"), Frankie Goes to Hollywood ("Two Tribes", "The Power of Love"), Sting ("If You Love Somebody Set Them Free", "Fields of Gold"), Toyah ("Thunder in the Mountains"), Visage ("Fade to Grey"), George Harrison ("When We Was Fab"), Wang Chung ("Everybody Have Fun Tonight"), y Yes ("Leave It"), entre muchos otros, inclusive para The Beatles, el sencillo de 1996, "Real Love", de The Beatles Anthology.
La innovación de la pareja se extendió a sus videos para sus propias canciones, especialmente "Wide Boy" y "Cry". El último video de 1985 de este último consistió en caras que se mezclaban entre sí usando el cross-fading analógico, anticipando el efecto digital del morphing, usado posteriormente de manera similar en el video de 1991 de Michael Jackson, "Black or White".

## Actualidad
Creme se unió al grupo de vanguardistas synth pop, Art of Noise en 1998. Godley continuó dirigiendo videos musicales. En 2006, una vez más se asoció con Gouldman, ya que lanzó seis nuevas pistas bajo el nombre GG06.
"Cry" aparece en una estación de radio del videojuego Grand Theft Auto IV de Rockstar Games, lanzado el 29 de abril de 2008.
Una portada de la canción "Cry" aparece en el álbum Relayted by Minneapolis de la banda indie Gayngs . El video de la canción es un remake del video "Cry" y contiene un cameo de Godley.

## Discografía
La discografía de Godley & Creme contiene siete álbumes de estudio, de los cualesConsequences (1977) es un álbum triple y The History Mix Volume 1 (1985) es un álbum híbrido que es parte de estudio, remix y álbum de recopilación. El dúo ha lanzado cuatro álbumes de compilación, dos de los cuales contenían material de su antigua banda 10cc. 16 sencillos también fueron lanzados por el dúo, aunque sólo cinco pueden ser considerados comercialmente exitosos. Godley y Creme dirigieron un gran número de videos musicales, ocho de los cuales fueron para su grupo.

### Álbumes de estudio
| Año  | Álbum | Posicionamiento | Posicionamiento |
| Año  | Álbum | Reino Unido     | Estados Unidos  |
| ---- | --- | --------------- | --------------- |
| 1977 | Consequences - Fecha de lanzamiento: 1977 - Discográfica: Mercury/Phonogram                                      | 52              | –               |
| 1978 | L - Release Date: 1978 - Discográfica: Mercury/Polydor                                                           | 47              | –               |
| 1979 | Freeze Frame - Fecha de lanzamiento: 1979 - Discográfica: Polydor                                                | –               | –               |
| 1981 | Ismism - Fecha de lanzamiento: October 1981 - Discográfica: Polydor/Mirage - Nota: Titulado Snack Attack en E.U. | 29              | –               |
| 1983 | Birds of Prey - Fecha de lanzamiento: 1983 - Discográfica: Polydor                                               | –               | –               |
| 1985 | The History Mix Volume 1 - Fecha de lanzamiento: 1985 - Discográfica: Polydor                                    | –               | 37              |
| 1988 | Goodbye Blue Sky - Fecha de lanzamiento: 1988 - Discográfica: Polydor                                            | –               | –               |

### Álbumes recopilatorios
| Año  | Álbum                                                                             | Posicionamiento | Posicionamiento | Certificación (Ventas) |
| Año  | Álbum                                                                             | Reino Unido     | Estados Unidos  | Certificación (Ventas) |
| ---- | --------------------------------------------------------------------------------- | --------------- | --------------- | ---------------------- |
| 1979 | Consequences - Discográfica: Mercury                                              | –               | –               |                        |
| 1987 | Changing Faces - The Very Best of 10cc and Godley & Creme - Discográfica: Polydor | 4               | –               | Platino (Reino Unido)  |
| 1991 | The Very Best of 10cc (And Godley & Creme) - Discográfica: Mercury/Phonogram      | –               | –               |                        |
| 1993 | Images - Discográfica: Spectrum Music                                             | –               | –               |                        |

### Sencillos
| Año  | Título                      | Álbum                    | Posicionamiento | Posicionamiento | Posicionamiento | Posicionamiento | Posicionamiento |
| Año  | Título                      | Álbum                    | Reino Unido     | Alemania        | Irlanda         | Países Bajos    | Estados Unidos  |
| ---- | --------------------------- | ------------------------ | --------------- | --------------- | --------------- | --------------- | --------------- |
| 1977 | "5 O'Clock in the Morning"  | Consequences             | –               | –               | –               | –               | –               |
| 1978 | "Sandwiches of You"         | L                        | –               | –               | –               | –               | –               |
| 1979 | "An Englishman in New York" | Freeze Frame             | –               | 25              | –               | 7               | –               |
| 1980 | "Submarine"                 | —                        | –               | –               | –               | –               | –               |
| 1980 | "Wide Boy"                  | —                        | –               | –               | –               | –               | –               |
| 1981 | "Under Your Thumb"          | Ismism                   | 3               | –               | 7               | 13              | –               |
| 1981 | "Wedding Bells"             | Ismism                   | 7               | –               | 13              | 44              | –               |
| 1982 | "Snack Attack"              | Ismism                   | –               | –               | –               | –               | –               |
| 1982 | "Save a Mountain for Me"    | Birds of Prey            | –               | –               | –               | –               | –               |
| 1983 | "Samson"                    | Birds of Prey            | –               | –               | –               | –               | –               |
| 1984 | "Golden Boy"                | The History Mix Volume 1 | –               | –               | –               | –               | –               |
| 1985 | "Cry"                       | The History Mix Volume 1 | 19              | 8               | 27              | 13              | 16              |
| 1986 | "Cry (Rémix)"               | The History Mix Volume 1 | 66              | –               | –               | –               | –               |
| 1987 | "Snack Attack (Rémix)"      | Changing Faces           | –               | –               | –               | –               | –               |
| 1988 | "A Little Piece of Heaven"  | Goodbye Blue Sky         | –               | 26              | –               | 17              | –               |
| 1988 | "10,000 Angels"             | Goodbye Blue Sky         | –               | –               | –               | –               | –               |

### Videos musicales
Vídeos musicales de Godley & Creme
- "An Englishman in New York" (1979)
- "Wide Boy" (1980) "Wedding Bells" (1982)
- "Save a Mountain for Me" (1983)
- "Golden Boy" (1984)
- "Cry" / "History Mix 1" (1985)
- "A Little Piece of Heaven" (1987)
- "10,000 Angels" (1988)